# 前636年
| 千纪： | 前1千纪 |
| 世纪： | 前8世纪 \| 前7世纪 \| 前6世纪 |
| 年代： | 前660年代 \| 前650年代 \| 前640年代 \| 前630年代 \| 前620年代 \| 前610年代 \| 前600年代                                                                                                 |
| 年份： | 前641年 \| 前640年 \| 前639年 \| 前638年 \| 前637年 \| 前636年 \| 前635年 \| 前634年 \| 前633年 \| 前632年 \| 前631年                                                                   |
| 纪年： | 周襄王十六年 魯僖公二十四年 齊孝公七年 晉文公元年 秦穆公二十四年 宋成公元年 楚成王三十六年 衛文公二十四年 陳穆公十二年 蔡庄侯十年 曹共公十七年 郑文公三十七年 燕襄公二十二年 杞桓公元年 |

## 大事记
- 晋文公即位。
- 郤芮、呂省想火燒宮殿，殺害晉文公，勃鞮告密，二人渡黃河逃到秦國，秦穆公、晉文公聯合，在河西逮捕郤芮、呂省，將他們處死。
- 周襄王废黜翟人王后，翟人来攻打周，惠后与王子带为翟人作内应，翟人攻入周。周襄王逃入郑国。

## 逝世
- 晋怀公
- 郤芮，春秋時期晉國大夫、晉惠公的師父和謀臣。
- 呂省，春秋時期晉國大夫。
- 介子推，晉文公的輔臣。